# Moravský Svätý Ján
Moravský Svätý Ján es un municipio del distrito de Senica en la región de Trnava, Eslovaquia, con una población estimada a final del año 2024 de 2126 habitantes.
Se encuentra ubicado al norte de la región, en los pequeños Cárpatos y cerca del río Váh (cuenca hidrográfica del Danubio) y de la frontera con la República Checa.

## Demografía
| Año        | 1994 | 2004    | 2014    | 2024    |
| ---------- | ---- | ------- | ------- | ------- |
| Población  | 2018 | 2074    | 2115    | 2126    |
| Diferencia |      | +2,77 % | +1,97 % | +0,52 % |

| Año        | 2023 | 2024    |
| ---------- | ---- | ------- |
| Población  | 2135 | 2126    |
| Diferencia |      | −0,42 % |